# Prasklice
Prasklice település Csehországban, Kroměříži járásban. Prasklice Morkovice-Slížany, Koválovice-Osíčany, Uhřice, Pačlavice és Tištín településekkel határos. Lakosainak száma 257 fő (2024. január 1.).

## Népesség
A település lakosságának változását az alábbi diagram mutatja:
| Lakosok száma | 460  | 518  | 521  | 402  | 333  | 246  | 241  | 246  | 259  | 257  |
|               | 1869 | 1900 | 1921 | 1961 | 1980 | 2011 | 2016 | 2019 | 2021 | 2024 |